# Frédéric Blackburn
Frédéric Blackburn (Chicoutimi, 21 dicembre 1972) è un ex pattinatore di short track e allenatore di short track canadese. Dal 7 gennaio 2021 allena la nazionale italiana di short track.

## Biografia
Ha rappresentato il Canada ai Giochi olimpici invernali di Albertville 1992, vincendo l'argento nei 1.000 metri e nella staffetta 5.000 metri.
Ai campionati mondiali di Guildford 1994 guadagnò l'argento nella classifica generale e a quelli di Gjøvik 1995 il bronzo.
Dopo il ritiro dall'attività agonistica dal 2012 è divenuto allenatore della nazionale femminile del Canada, restando nell'incarico per circa un decennio, nel corso del quale ha allenato atlete di primo piano com Marianne St-Gelais e Kim Boutin, portandole ad aggiudicarsi podi olimpici ed iridati. È stato sospeso dall'incarico nella primavera 2020, quando un atleta lo ha accusato di molestie psicologiche, dalle quali è stato poi scagionato.
Il 5 gennaio 2021 è divenuto allenatore della nazionale italiana femminile, firmando un contratto con la FISG, presso il Centro Tecnico Federale di Bormio, valido sino al giugno 2022. Ha preso la guida dell'Italia femminile al posto del francese Ludovic Mathieu, affiancando il bulgaro Assen Pandov commissario tecnico della squadra maschile.

## Palmarès
- Giochi olimpici:

Albertville 1992: argento nei 1.000 m; argento nella staffetta 5.000 m
- Mondiali:

Guildford 1994: argento nella classifica generale;
Gjøvik 1995: bronzo nella classifica generale;